# Czynniki biotyczne
Czynniki biotyczne (gr. βίος, bios – życie) – czynniki ekologiczne polegające na oddziaływaniu żywych organizmów w sposób bezpośredni lub pośredni na inne organizmy. Czynniki biotyczne, podobnie jak czynniki abiotyczne (fizykochemiczne), regulują rozmieszczenie i liczebność populacji.
Należą tu zależności międzygatunkowe oraz konkurencja wewnątrzgatunkowa.